# Árbol de Navidad de Lisboa

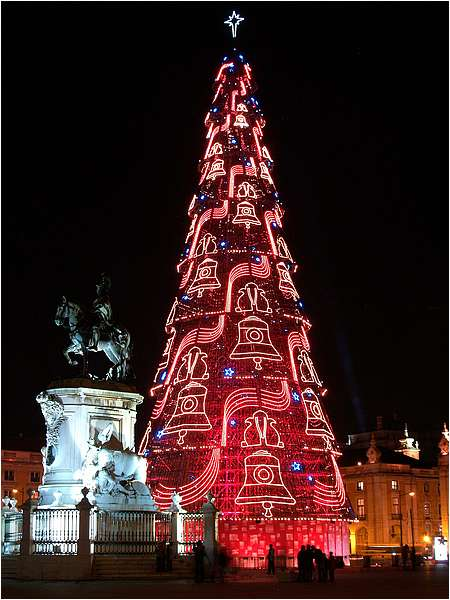
El árbol de 2006

El árbol de Navidad de Lisboa es un árbol de Navidad artificial colocado cada año en Lisboa, Portugal desde 2004.
Desde 2005, ostenta el Guinness World Records, de el árbol de Navidad más alto de Europa. La altura del árbol varía cada año y fue la más alta en 2007 con 76 metros (83,1 yd).
El árbol fue colocado por primera vez en Lisboa en 2004 en la Praça do Comércio. En 2007 abandonó la capital portuguesa para ser colocado en Oporto, segunda ciudad más grande del país. En 2008  regresó a Lisboa, pero se colocó en el Parque Eduardo VII.
En 2007, el árbol de Navidad de la Lisboa y el árbol de Navidad en Bucarest, Rumanía, ambos en 76 metros de altura, compitieron por el título del árbol de Navidad más alto en Europa.